# Sint-Antonius Abtkerk (Brasschaat)

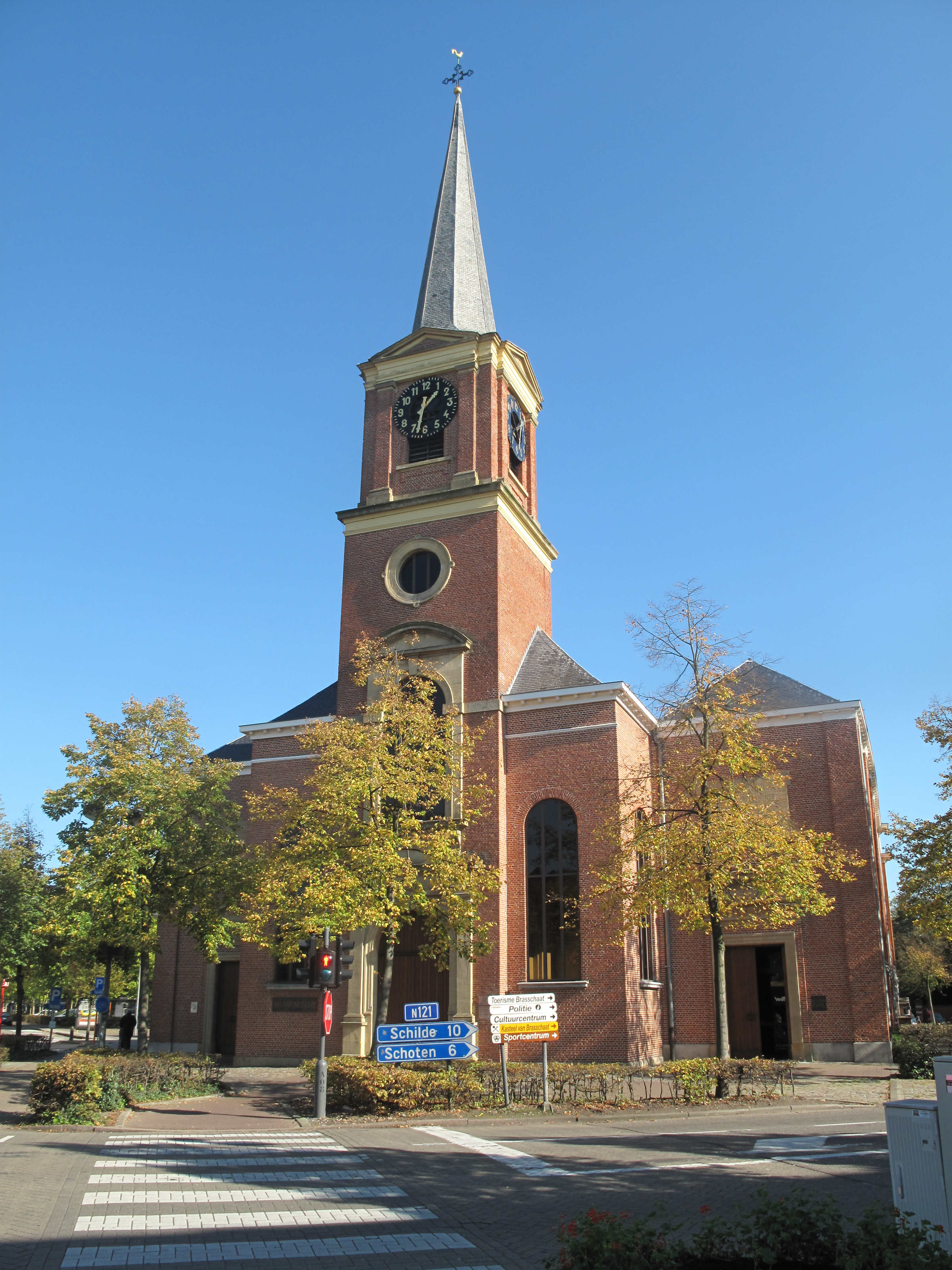
Sint-Antonius Abtkerk

De Sint-Antonius Abtkerk is de parochiekerk van de Antwerpse plaats Brasschaat, gelegen aan Bredabaan 381. De kerk ligt in het centrum van Brasschaat.

## Geschiedenis
Al in het 4e kwart van de 15e eeuw stond hier een aan Sint-Antonius gewijde kapel. De huidige kerk is gebaseerd op een kapel van 1771. In 1803 werd deze tijdelijk tot parochiekerk verheven, en in 1833 gebeurde dit definitief. In 1839 werden het transept en het koor toegevoegd naar ontwerp van Ferdinand Berckmans. In 1864-1865 werd de toren gebouwd en in 1871-1872 volgden de zijbeuken, alles naar ontwerp van Eugeen Gife.

## Gebouw
Het betreft een laat-classicistische driebeukige kruiskerk met halfingebouwde westtoren.
De kerk bezit enkele schilderijen zoals Onze-Lieve-Vrouw met Kind en wereldbol (1600) en heiligen als Sint-Antonius Abt, Sint-Lucia en Sint-Ambrosius (17e eeuw). Het orgel is van 1870 en werd vervaardigd door H. Vermeersch.